# Закон и правосудие
«Закон и правосудие» — еженедельная республиканская правовая газета на казахском и русском языках, базирующаяся в городе Астана, Казахстан. Газета специализировалась на рассмотрении и освещении вопросов, касающихся права и политики Казахстана, расследования и обнародования фактов коррупции в стране. Главный редактор: Мухаметжанова Гульжан.
Некоторые журналисты, работающие в газете, после публикаций, касающихся коррупции, стали опасаться за свои права неприкосновенности. К ним относятся Оралгайша Омаршанова (каз. Оралғайша Омаршанова) и Токберген Абиев (Тоқберген Әбиев).
Адрес редакции: г. Астана, ул. Манаса, 31. оф. 206
В деятельности издания произошло нарушение закона при его регистрации. Нарушение допустили собственник газеты ТОО «ATS.KZ» и комитет информации и архивов Министерства культуры и информации.
Первый номер газеты вышел в 2005 году. В 2008 году решением специализированного межрайонного экономического суда Астаны газета была закрыта.
В 2011 году бывший главный редактор газеты «Закон и правосудие» Токберген Абиев, вышедший на свободу после трёхлетнего заключения, подал документы в Министерство связи и информации РК на регистрацию газеты «Альянс Казахстанских СМИ „Закон и правосудие“», в чём ему было отказано.

## Примечание
1. ↑  Amanpour, Christiane; Simon, Joel. Attacks on the Press in 2007: a worldwide survey by the committee to protect journalists (англ.). — The Committee to Protect Journalists, 2008. — P. 170. — ISBN 978-0-944823-27-9.
2. ↑  Kazakhstan: Authorities search for missing journalist. UNHCR (20 апреля 2007). Дата обращения: 28 декабря 2012. Архивировано 13 января 2013 года.
3. ↑  Journalist, press club founder disappears in Kazakhstan. Committee to Protect Journalists (27 декабря 2012). Дата обращения: 28 декабря 2012. Архивировано 14 февраля 2020 года.
4. ↑  Закрыта республиканская правовая газета «Закон и правосудие» Архивная копия от 11 апреля 2016 на Wayback Machine
5. ↑  В Казахстане есть газета «Коррупционер должен сидеть в тюрьме» | Новый репортер.org. Дата обращения: 31 марта 2016. Архивировано 12 апреля 2019 года.